# Jay Treaty
Jay Treaty eller Londonfördraget 1794 var ett fördrag mellan Storbritannien och Förenta Staterna vilket avsåg att lösa kvarstående problem efter Parisfördraget 1783. Fördraget har fått sitt namn efter den amerikanske chefsförhandlaren John Jay. Hans motpart var lord Grenville.

## Fördragsvillkor
- De fort i Nordvästterritoriet som den brittiska armén fortfarande höll besatta skulle överlämnas till den amerikanska armén.
- Storbritannien fick ställning som mest-gynnad-nation i USA.
- Brittiska regeringen skulle ge ekonomisk kompensation för de cirka 250 amerikanska handelsfartyg som den brittiska flottan uppbringat 1793-1794.
- Amerikanska regeringen skulle ersätta brittiska köpmän för de varor de sålt till amerikanska kunder före Amerikanska revolutionen och som de amerikanska domstolarna vägrade erkänna.
- Två gränskommissioner skulle bildas och fastställa gränsen mellan USA och Brittiska Nordamerika på marken.
- Ömsesidig resefrihet för amerikanska medborgare och brittiska undersåtar samt indianer mellan USA och Brittiska Nordamerika, med undantag av Ruperts land.

## Olösta frågor
- Ekonomisk kompensation för de slavar som den brittiska armén  befriat under amerikanska frihetskriget. John Jay som var slaverimotståndare släppte ganska snart detta krav.
- Tvångsvärvning av amerikanska sjömän till den brittiska flottan. Jay var på grund av brittisk omedgörlighet tvungen att släppa denna fråga.

## Ratificering
Det var med stora svårigheter som Londonfördraget kunde ratificeras av USA:s senat. Antifederalisterna under de bägge slavägarna Thomas Jeffersons och James Madisons ledning kämpade mot fördraget, medan Alexander Hamilton var dess främste förespråkare. Det var först när senatens talman Frederick Muhlenberg använde sin utslagsröst som fördraget fick den två-tredjedels majoritet som krävdes.